# Thai mộng

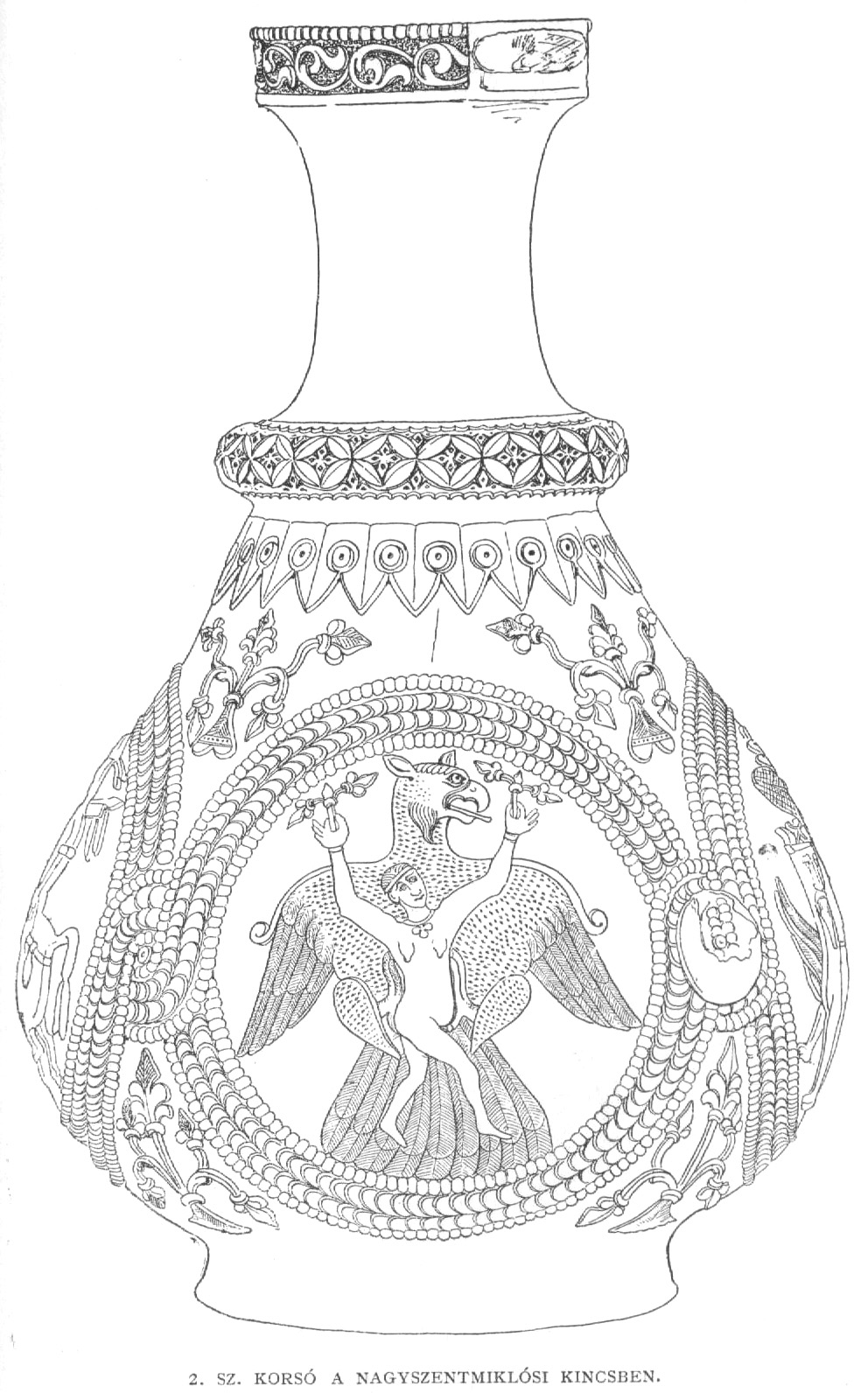
Giấc mộng Emese - phù điêu trên bình vàng.

Thai mộng (tiếng Trung: 胎夢, tiếng Anh: Conception dreams) là hiện tượng lâm sàng chỉ xuất hiện ở thai kì, được cho là tiên báo những hệ quả mang thai.

## Đặc điểm
Thai mộng được lưu truyền từ khởi thủy lịch sử nhân loại và chưa bao giờ bị liệt vào hiện tượng bất thường hay rối loạn tâm thần, ngày nay được xác định có liên đới sản khoa và tâm thần học, quan niệm cũ từng coi là liên hệ chiêm tinh và bói toán. Hiện tượng này phần lớn xuất hiện ở nữ giới - đối tượng trực tiếp mang thai, nhưng đôi khi cũng là nam giới - đối tượng có quan hệ thân cận với người mang thai, thường được cho là có ý nghĩa tiên báo sự thụ thai và thành quả phương trưởng của hài nhi. Thai mộng có thể lặp đi lặp lại suốt thai kì hoặc đúng lúc người mang thai lịm trong cơn chuyển dạ.

## Ảnh hưởng

### Lịch sử
Từ xưa, thai mộng tồn tại ở những lời kể của chính người trải nghiệm hoặc bất cứ ai thân cận họ, nhưng vì thuộc lĩnh vực giấc mơ nên rất khó chứng thực. Vì vậy, đôi khi thai mộng được coi là xu hướng văn chương - nghệ thuật nhằm tăng độ hấp dẫn của tác phẩm. Nhưng đồng thời, lĩnh vực chính trị thường lấy thai mộng làm công cụ hữu hiệu để củng cố hoặc quảng bá quyền lực.
Tại Hàn Quốc, kể từ thập niên 1990 đã có những hoạt động tiên phong hoàn cầu trong việc kiểm soát thai mộng (태몽), nhằm mục đích điều tiết tâm lý người mang thai để tránh hệ quả tiêu cực cho trẻ sơ sinh. Cho đến thập niên 2020, Đại Hàn vẫn là quốc gia duy nhất xếp thai mộng vào dạng bệnh lý cần được suy xét ở góc độ khoa học.

### Văn hóa

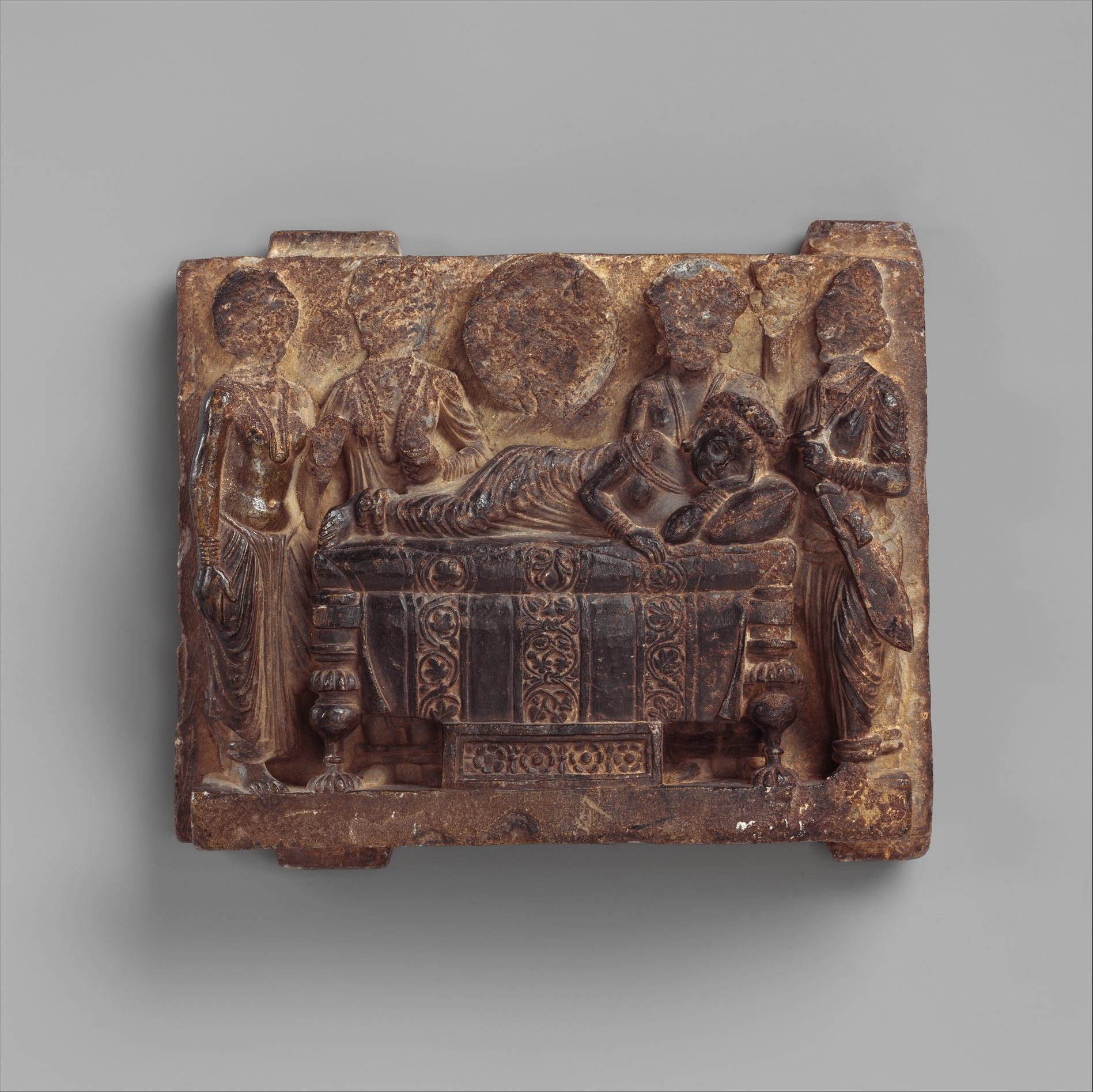
The Dream of Queen Maya (the Buddha's Conception) ca. 2nd century.

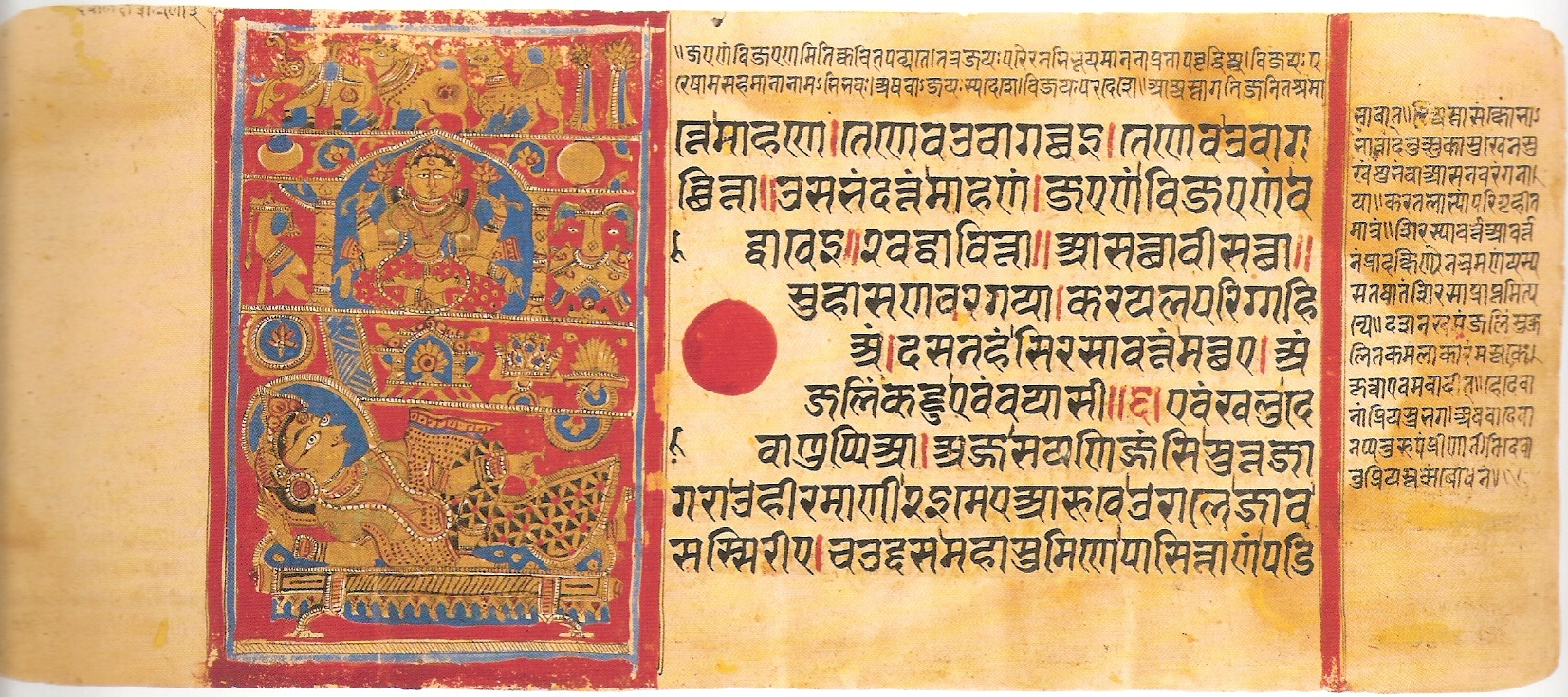
Kalpasutra Queen Trishalas dream.

- Thời ở cữ, hoàng hậu Maya mộng thấy một con voi trắng có đôi ngà trắng sáng bóng đi vào bên phải cửa mình[1][2][3][4], sau đó bà chuyển dạ sinh thái tử Siddhārtha Gautama - vị tổ sáng lập Phật giáo[1][2][3][4][5][6].
- Sử gia Cổ Hi Lạp Ktésziás (? - 398 TCN) có ghi lại một truyền thuyết như sau: Bà Mandane khi sắp sinh đại đế Kûruš bỗng chiêm bao thấy từ bụng mình chảy ra một dòng sông lớn làm lụt cả Á châu. Bởi vậy, trong thời kì Kûruš trị vì, đế quốc Achaemenes thống trị cả ba lục địa[7].
- Theo Hán Vũ cố sự, Vương mĩ nhân mang thai suốt ba năm ròng, lúc Cảnh đế sắp băng thì mĩ nhân chiêm bao thấy thần nhân cho cái mặt trời và bảo "hãy nuốt đi". Nhân đấy bà trở dạ, sinh tiểu hoàng tử Lưu Trệ (劉彘), sau đổi Lưu Triệt (劉徹), tức Hán Vũ Đế về sau.
- Trong cuốn Khẩu truyền sử thi Magyar[8] (A magyar szóbeli hősi epika), sử gia Demény István Pál đề cập một truyền thuyết lưu hành tại Tiểu Á như sau: Cha của quốc phụ Ottoman có tên Ertoğrul cưới một thiếu nữ thông thái mang họ Edebali rồi nằm mộng thấy mình nuốt trăng lưỡi liềm, sau sinh được một con trai đặt là Osman.
- Theo hai trứ tác Gesta Hungarorum (1200) và Chronicon Pictum (1370-3): Khoảng thế kỷ IX, Emese - phu nhân đại tộc trưởng Ügyek thụ thai, nhưng ở cữ đã lâu mà chưa trở dạ. Một hôm, bà nằm mộng thấy mình đang ở giữa thảo nguyên, đột nhiên có đàn chim dữ hàng vạn con từ đâu sà tới định xé xác, thình lình có con turul[9][10] khổng lồ lao ra đả chết chim chúa khiến cả đàn tan chạy. Turul bỗng cất tiếng người, thì thầm vào tai bà rằng, từ tử cung bà sẽ tràn ra một dòng sông và dòng sông ấy chảy đi các xứ. Không bao lâu sau, năm 819, Emese hạ sinh nhi tử Álmos. Lớn lên, Álmos tiến hành thống nhất bảy bộ lạc Magyar bằng minh ước rồi dẫn người Magyar bỏ lưu vực Volga tiến vào đồng bằng Karpat trù phú.

### Tư liệu
- Thông tin Bách Khoa Bách Độ